# Graphiurus crassicaudatus
Graphiurus crassicaudatus es una especie de roedor de la familia Gliridae.

## Distribución geográfica
Se encuentra en Camerún, Costa de Marfil, Ghana, Liberia, Nigeria, Togo, posiblemente en Benín,  Guinea Ecuatorial,  y Sierra Leona.

## Hábitat
Su hábitat natural son: zonas subtropicales o tropicales húmedas de tierras de baja altitud, bosques.